# Uraga (woreda)
Pour l’article homonyme, voir Uraga.
Uraga est un woreda de la zone Guji de la région Oromia, en Éthiopie. Il a 176 238 habitants en 2007. Son centre administratif est Solemo.

## Situation
Situé dans le nord-ouest de la zone Guji, Uraga est limitrophe de la zone Gedeo de la région des nations, nationalités et peuples du Sud.
Son centre administratif Solemo, ou Solomo, est desservi par une route secondaire, à 55 km de Bore et 62 km de Shakiso.
|                | Dima  |             |
| (zone Gedeo)   | Uraga | Ana Sora    |
| Hambela Wamena |       | Odo Shakiso |

## Population
En 2006, l'Atlas of the Ethiopian Rural Economy estime la densité de population entre 101 et 150 personnes par km2 dans le woreda Uraga pour une superficie d'environ 1 550 km2[réf. souhaitée] qui comprend encore Afele Kola et le woreda Dima.
D'après le recensement national réalisé par l'Agence centrale de la statistique d'Éthiopie en 2007, après séparation de Dima, le woreda Uraga compte 176 238 habitants et 4 % de sa population est urbaine.
La majorité (71 %) des habitants du woreda sont protestants, 13 % sont de religions traditionnelles africaines, 6 % sont catholiques, 4 % sont orthodoxes et 2 % sont musulmans.
Avec 7 646 résidents en 2007, Solomo est la seule agglomération du woreda.